# Beleg van Zichem
Het Beleg van Zichem was tijdens de Tachtigjarige Oorlog een belegering van Zichem van 20 februari tot 24 februari, 1578, in opdracht van Don Juan onder uitvoering van Berlaymont tegen de Staatsen. Deze wisten de eerste aanval af te slaan, waarna Berlaymont bijstand kreeg van Parma. Deze liet de stad bestormen, waarna een deel van het garnizoen nog tot de volgende ochtend stand hield op het kasteel. Toen verzet niet meer mogelijk was gaven de Staatsen zich over, Parma liet als voorbeeld voor andere steden die verzet zouden bieden, de voltallige bezetting doden en hun lijken in de Demer gooien.

## Aanloop
Don Juan had op 25 januari 1578 een generaal pardon afgekondigd als gebaar van goede wil. Hij stelde dat koning Filips II niet de verwoesting van het land beoogde, wel de "verdoolden op het rechte pad" wilde brengen. Wie zich goedschiks overgaf zou een vrijgeleide krijgen. Wie zich uit noodzaak overgaf zou minder mild behandeld worden. Gembloers, Leuven en Tienen werden weer onder koninklijk gezag gebracht.
Don Juan had Parma naar Diest gezonden. Onderweg wilde hij en passant meteen Zichem (sinds 1499 een bezit van de prins van Oranje heroveren. Berlaymont zond enkele Duitse vendels naar Zichem om het stadje op te eisen. Binnen de muren van Zichem had men groot vertrouwen zowel in de sterkte van de plaats als in de weerbaarheid van de mannen. Men stelde de plaats dus in staat van beleg. Parma kwam daarom ook naar Zichem. Onderweg bezocht Parma een Mariabeeld in Scherpenheuvel waar "staende in eenen eyckenboom, groote wonder-teeckenen geschiedden" om te bidden.

## Beleg

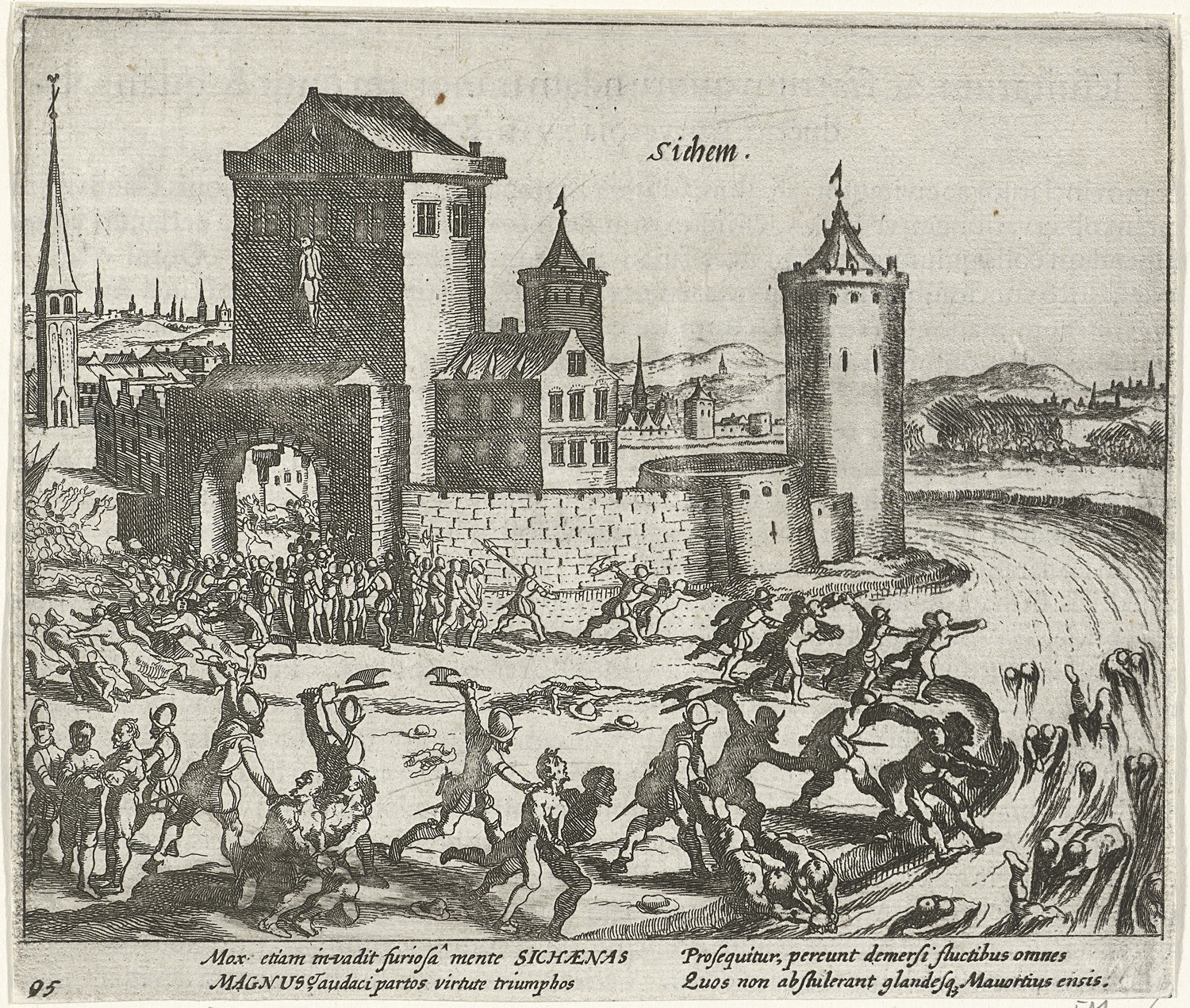
Doden worden in de Demer gegooid

Vanaf een heuvel in de omgeving van Scherpenheuvel had Parma Zichem bekeken om een aanvalsstrategie te bepalen. Hij liet tegenover de Leuvensepoort acht halve kartouwen plaatsen. Op 21 februari liet hij die van 's morgens tot vroeg in de middag beschieten totdat er bressen in de toren voldoende waren voor een bestorming. Tegenover de poort liet hij de Duitsers opstellen, rechts de Spanjaarden, links de Lotharingers onder Mondragon en Samblemont. Om binnen de stad verwarring te veroorzaken en de mensen uit elkaar te jagen zond hij enkele vendels Walen naar de andere kant van de stad, die moesten zodra het startsignaal voor de bestorming klonk, aan die kant de stadsmuur beklimmen. De aanvallers waren woedend. Niet vanwege de geringe vooruitzichten van buit, maar dat een klein stadje het had gewaagd een winnend leger tegen te werken. Desalniettemin werd de bestorming fel verdedigd door het Staatse leger; er waren twee oversten van de aanvallers om het leven gekomen. Toen de Staatsen zagen dat de Walen aan de andere kant over de muren klommen en beseften dat zij vanaf dat moment van twee kanten werden aangevallen, legden ze de wapens neer. Ongeveer tweehonderd garnizoen soldaten hadden zich wegens het invallen van de avond teruggetrokken op het kasteel. Ongeveer honderdvijftig soldaten waren tijdens de schermutselingen verspreid geraakt over de stad, maar waren aan de overkant van de Demer in handen gevallen van Parma's ruiterij. De vluchtende soldaten werden allemaal omgebracht. Het stadje mocht van Parma geplunderd worden, de aanvallers leefden zich dan ook volkomen uit. Parma zelf bewaakte persoonlijk het vrouwenklooster tegen mogelijke excessen. Met betrekking tot de burgers had Parma gezegd tegen zijn soldaten, dat zij of het zwaard, of genade moesten gebruiken, als men verzet of medewerking zou bieden. Verzet was op dat moment alleen nog op het kasteel aanwezig. Voor het kasteel lag een motte met daarop een Markentoren waardoor de aanvallers het kasteel niet rechtstreeks konden beschieten. Daarnaast hadden zij geen sappeurs en mineurs beschikbaar om approches of mijnen te graven. Parma liet alle schoppen en houwelen verzamelen die er te vinden waren. Parma begon te graven, toen de gewone soldaten dit zagen groeven zij ook. Dat gebeurde zeer geestdriftig ondanks de vermoeidheid van de bestorming. Binnen vier uur was het grootste deel van de motte afgegraven, met de afgegraven aarde wierpen zij een kat op, waar een batterij op geplaatst werd. De verdedigers zagen in de vroege ochtend wat de aanvallers aangericht hadden en hadden zich daarover verwonderd. Hun moreel was na het zien van de voortgang tot een dieptepunt gezonken en vroegen daarna tevergeefs om een overgave. Refererend aan de Slag bij Gembloers en generaal pardon dat Don Juan had afgekondigd, en het feit dat de Staatsen hun wapens naar het leger van de koning hernomen hadden, gaf Parma toestemming om een "onttydighe saechtmoedigheydt aan d'eene zijde te stellen, ende door eene bequame straffe over deze meyneeidige ghesellen, andere diergelycke onghevallen voor de toekomende tyden te verhoeden"

## Nasleep
Parma liet op 24 februari, om een voorbeeld te stellen aan andere steden die wederspanning waren, de belangrijkste "opstokers" ophangen aan het kasteel, zodat het voor iedereen zichtbaar was. De rest (ongeveer honderdzeventig) van het garnizoen liet hij, nadat ze omgebracht waren, in de Demer gooien. Daarna werden de steden Diest en Zoutleeuw ingenomen. Het uitmoorden en plunderen van een stad was niet alleen voorbehouden aan het Leger van Vlaanderen. Ook staatsen pasten deze praktijk toe. De stad Aarschot waar Italiaanse troepen gelegerd lagen, zou datzelfde jaar nog hetzelfde lot ondergaan. Daar zou iedereen (die niet kon ontsnappen) omgebracht worden, de stad werd nadien leeg achtergelaten.
In 1580 werd Zichem getroffen door een aardbeving waarbij de donjon van het kasteel omviel, op 8 oktober namen de Staatsen Zichem weer in. In 1599 maakte een grote stadsbrand aangestoken door staatsen een definitief einde aan de stad.